# Mack Rides
Mack Rides GmbH & Co KG – założone w 1780 roku przedsiębiorstwo zajmujące się obecnie produkcją urządzeń rozrywkowych, w tym kolejek górskich, z siedzibą w Waldkirch w Niemczech.

## Historia
Przedsiębiorstwo Mack Rides założone zostało w 1780 roku przez Paula Macka, zajmującego się produkcją wozów konnych. W 1787 roku prowadzenie firmy przejął jego syn, Johann Mack. Po roku 1799 przedsiębiorstwo rodziny Macków brało udział także w instalacji organów kościelnych w Waldkirch i okolicy. Doświadczenie zdobyte w transporcie i instalacji dużych konstrukcji umożliwiło wejście przedsiębiorstwa do branży rozrywkowej, w której świadczyło usługi na rzecz obwoźnych wesołych miasteczek polegających na transporcie urządzeń, a także wytwarzaniu drobnych elementów dekoracji karuzel, a potem także barakowozów.
W 1960 roku przedsiębiorstwo wybudowało swoją pierwszą stałą kolejkę górską: Meteor dla parku Sportland Pier w Stanach Zjednoczonych.
W 1975 roku Franz i Roland Mack założyli park rozrywki Europa-Park w Rust w Niemczech.

## Oferta
W 2025 roku Mack Rides posiadała następujące modele kolejek górskich w ofercie:
| #  | Nazwa                    | Rodzaj      | Pierwsza instalacja      | Pierwsza instalacja | Pierwsza instalacja         | Pierwsza instalacja | Liczba instalacji |
| -- | ------------------------ | ----------- | ------------------------ | ------------------- | --------------------------- | ------------------- | ----------------- |
| 1  | Powered Coaster          | rodzinne    | Apacje Whirlwind         | Stany Zjednoczone   | Frontier Village Theme Park | 1978                | 43                |
| 2  | Inverted Powered Coaster | rodzinne    | Arthur                   | Niemcy              | Europa-Park                 | 2014                | 4                 |
| 3  | Bobsled Coaster          | rodzinne    | Schweizer Bobbahn        | Niemcy              | Europa-Park                 | 1985                | 6                 |
| 4  | Kinder-Achterbahn        | rodzinne    | Little Eagle             | Stany Zjednoczone   | Myrtle Beach Pavilion       | 1986                | 4                 |
| 5  | Eurosat                  | rodzinne    | EuroSat - CanCan Coaster | Niemcy              | Europa-Park                 | 1989                | 2                 |
| 6  | Wilde Maus               | rodzinne    | Wild Maus                | Stany Zjednoczone   | Busch Gardens Willamsburg   | 1996                | 42                |
| 7  | Youngstar Coaster        | rodzinne    | Pegasus                  | Niemcy              | Europa-Park                 | 2006                | 7                 |
| 8  | Spinning Coaster         | rodzinne    | Euro Mir                 | Niemcy              | Europa-Park                 | 1997                | 15                |
| 9  | E-Motion Coaster         | rodzinne    | Tulireki                 | Finlandia           | Linnanmäki                  | 2004                | 2                 |
| 10 | PowerSplash              | rodzinne    | SuperSplash              | Norwegia            | TusenFryd                   | 2003                | 7                 |
| 11 | SuperSplash              | rodzinne    | Pulsar                   | Belgia              | Walibi Belgium              | 2016                | 6                 |
| 12 | Water Coaster            | rodzinne    | Journey to Atlantis      | Stany Zjednoczone   | SeaWorld Orlando            | 1998                | 13                |
| 13 | Launch Coaster           | ekstremalne | Blue Fire                | Niemcy              | Europa-Park                 | 2009                | 18                |
| 14 | Mega Coaster             | ekstremalne | Storm                    | Włochy              | Etnaland                    | 2014                | 2                 |
| 15 | Hypercoaster             | ekstremalne | Flash                    |                     | Leva Adventure              | 2013                | 6                 |
| 16 | BigDipper                | ekstremalne | Lost Gravity             | Holandia            | Walibi Holland              | 2016                | 4                 |
| 17 | Xtreme Spinning Coaster  | ekstremalne | Time Traveller           | Stany Zjednoczone   | Silver Dollar City          | 2018                | 3                 |
| 18 | Stryker                  | ekstremalne | Voltron Nevera           | Niemcy              | Europa-Park                 | 2024                | 2                 |

## Zaprojektowane kolejki górskie

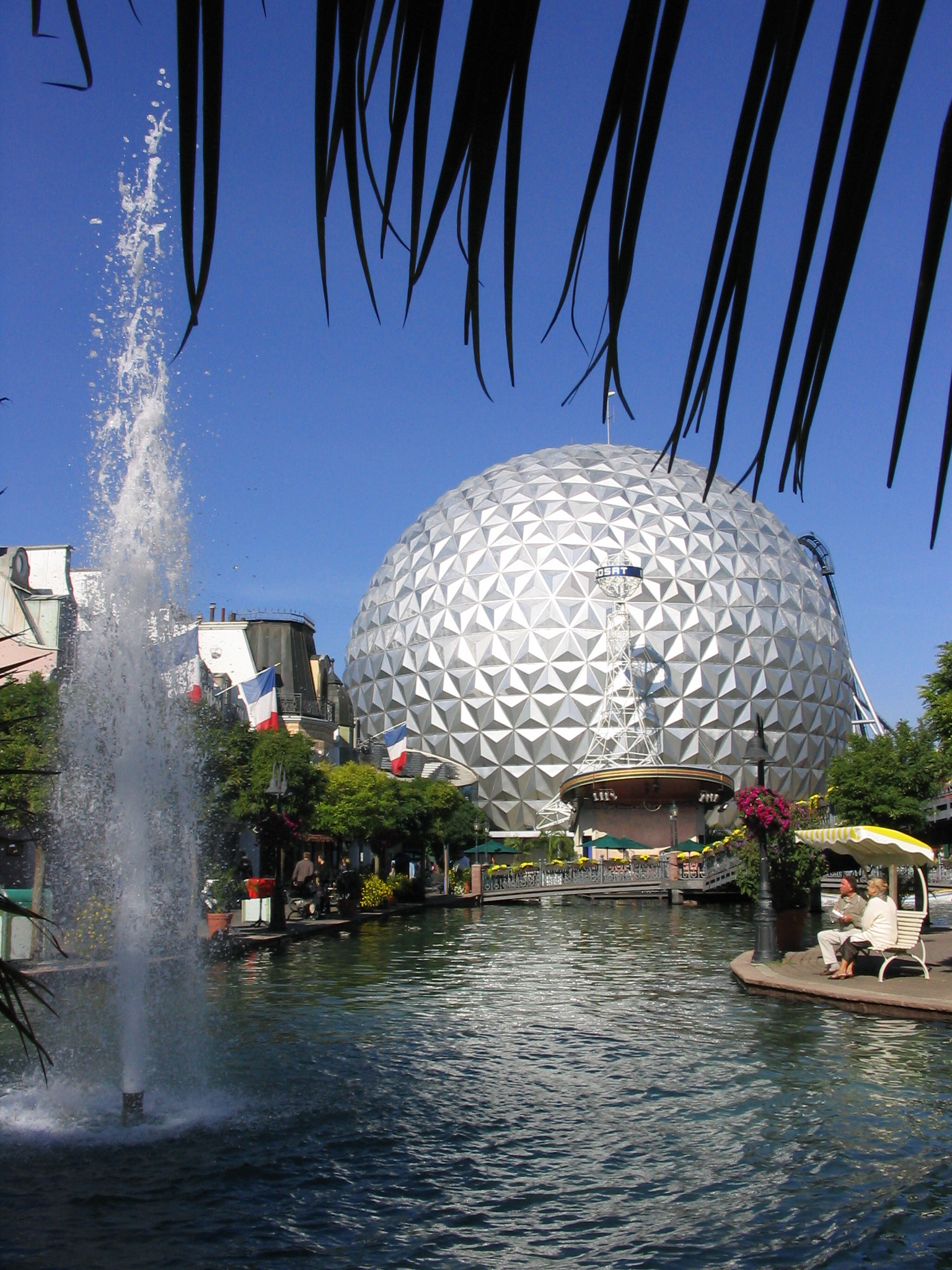
Eurosat, Europa-Park

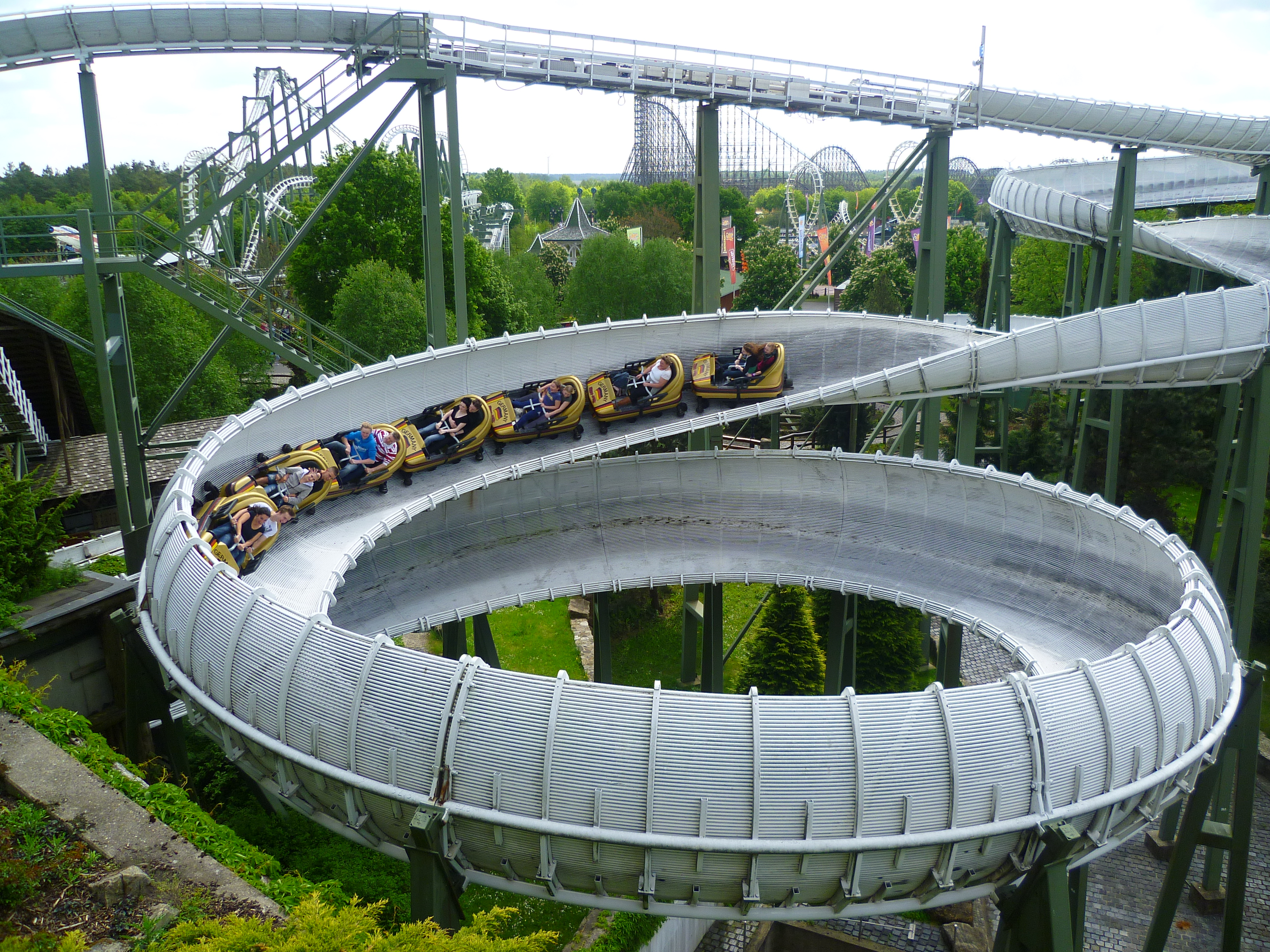
Bobbahn, Heide-Park

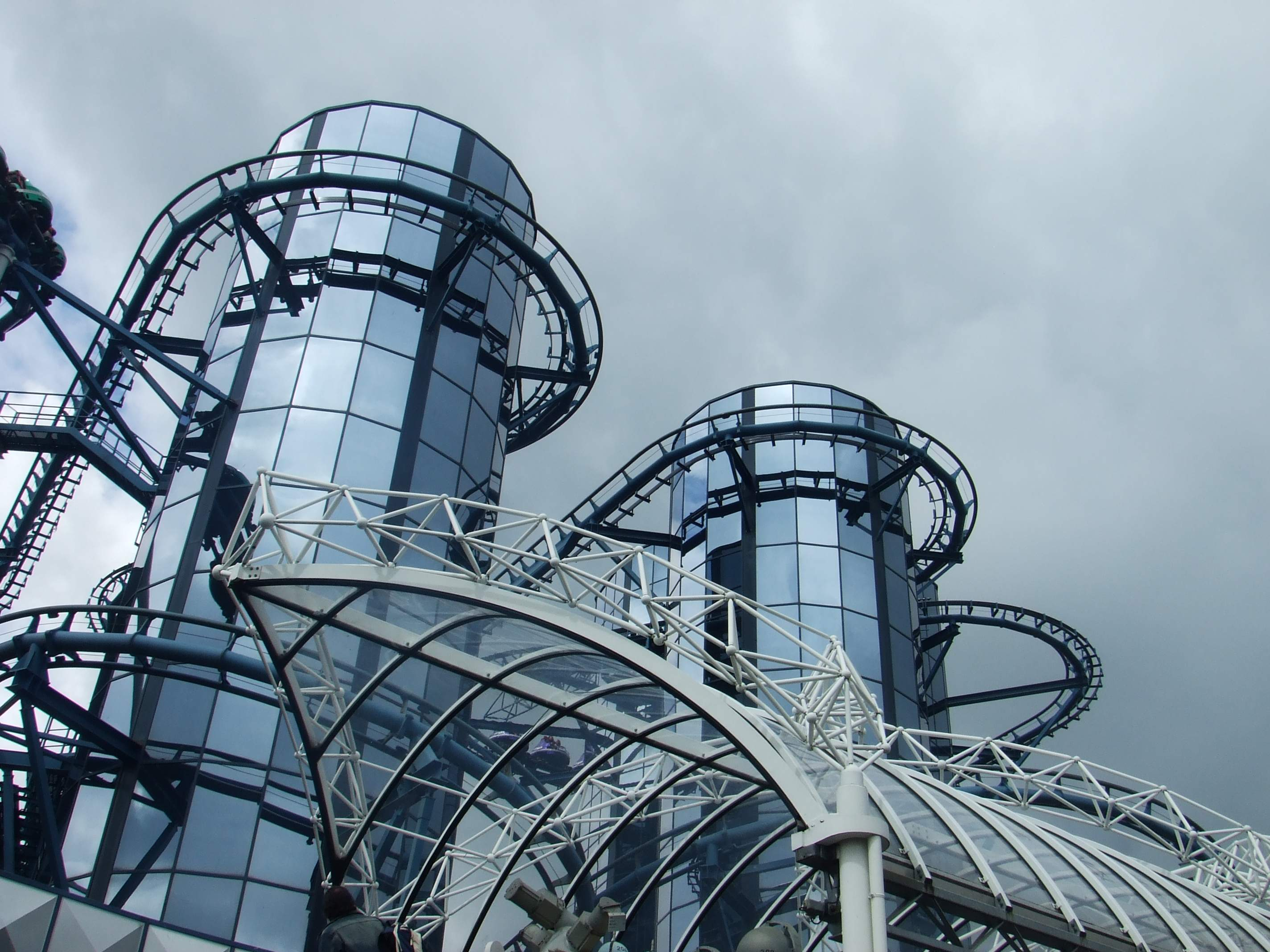
Euro Mir, Europa-Park

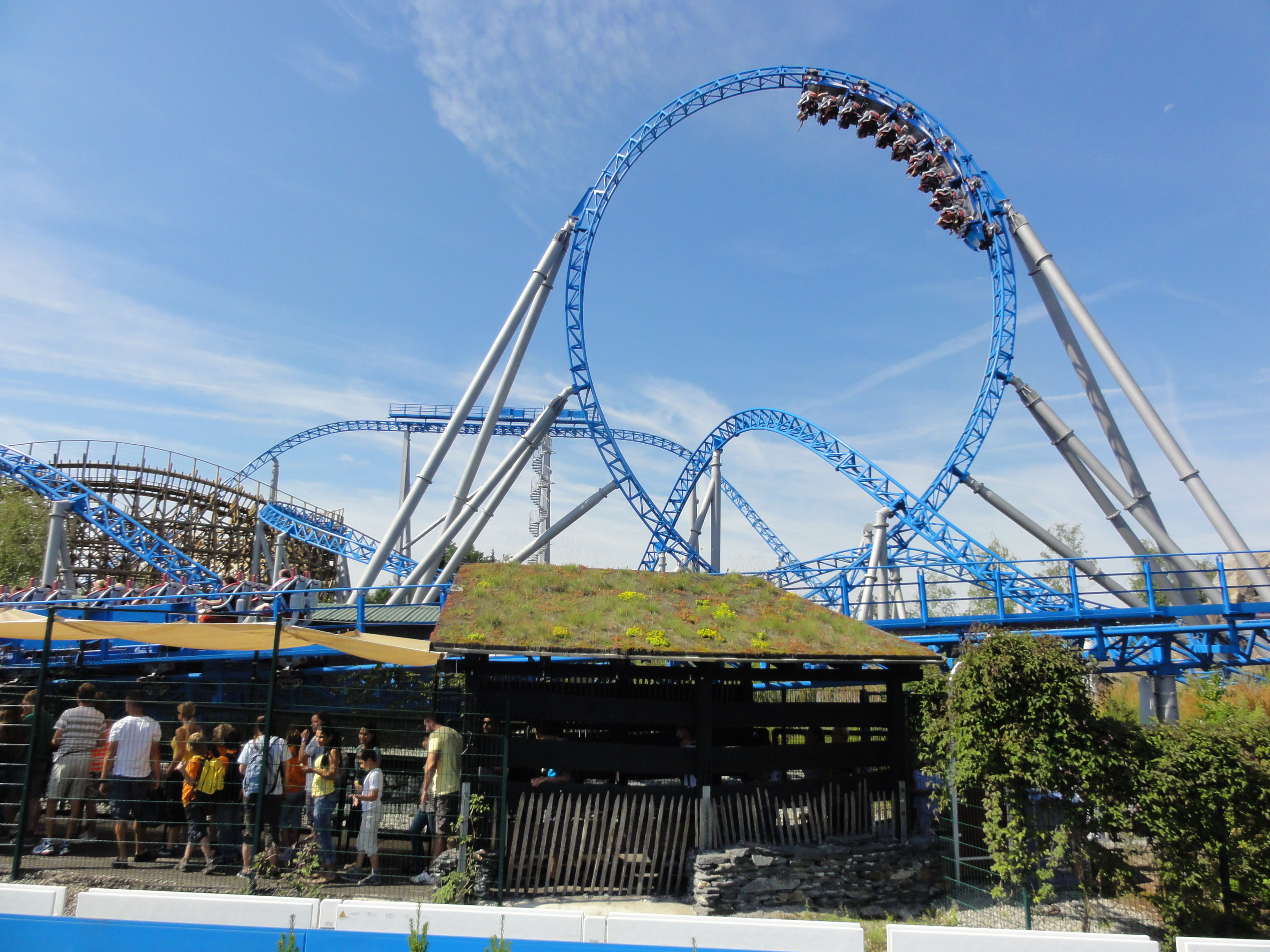
Blue Fire, Europa-Park

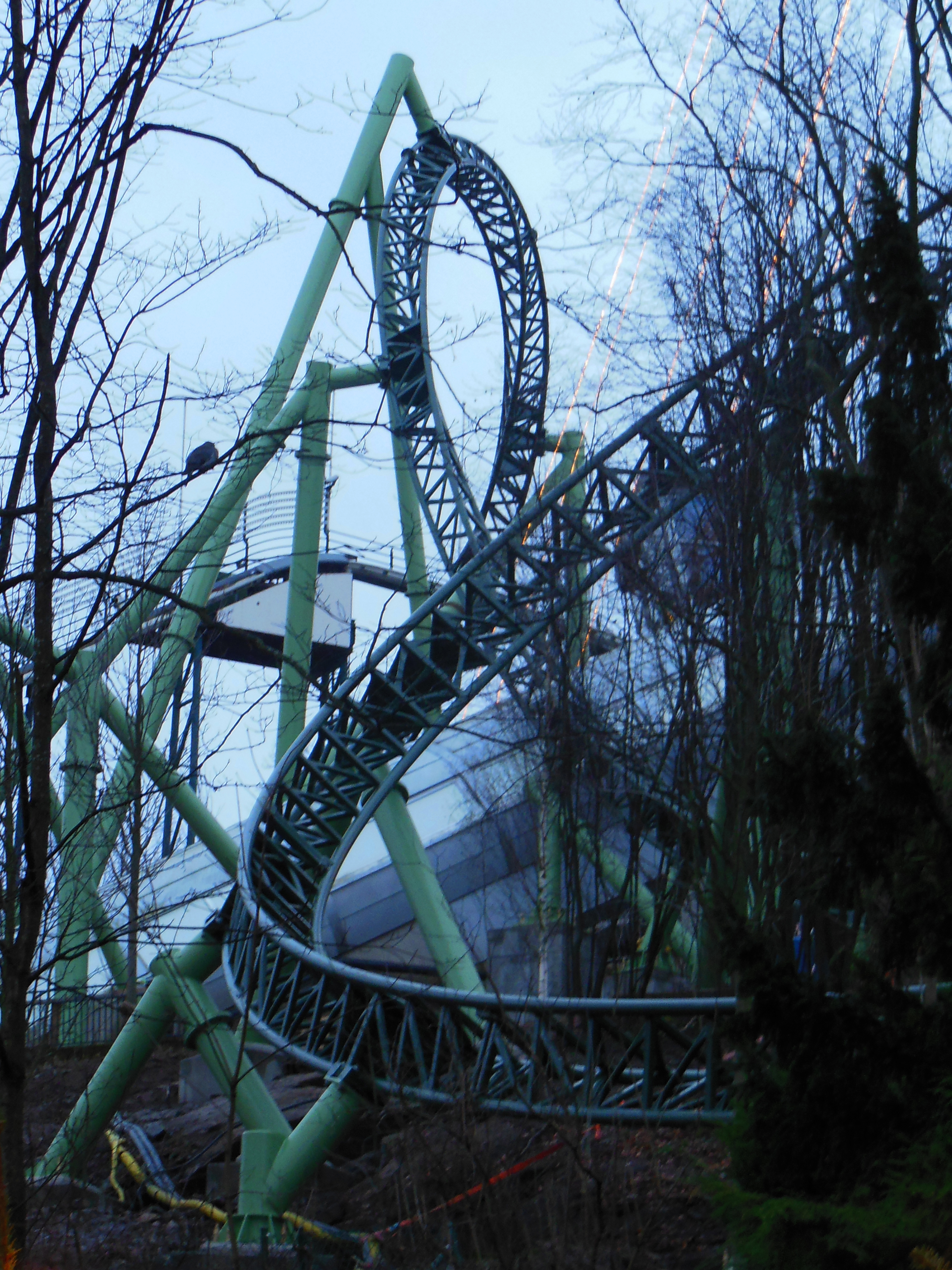
Helix, Liseberg

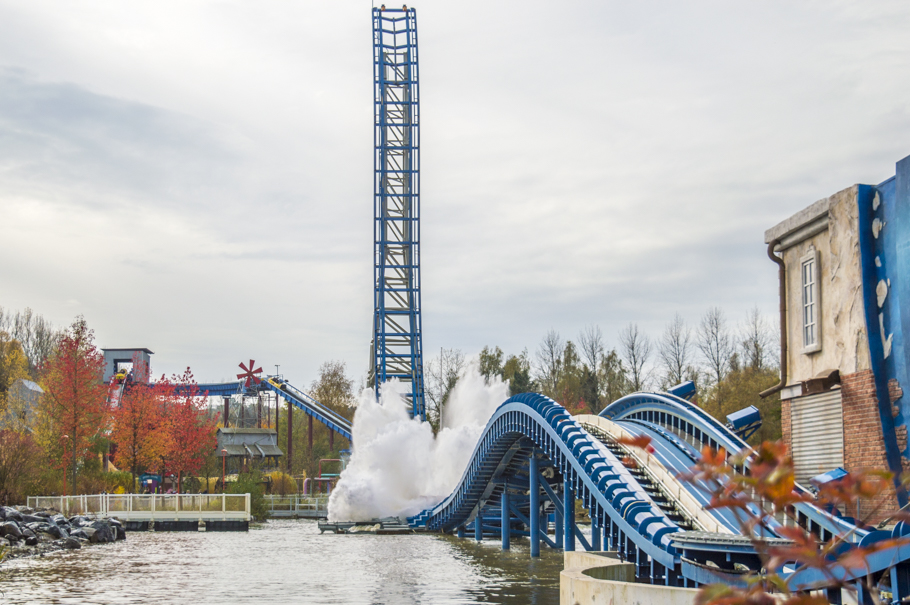
Pulsar, Walibi Belgium

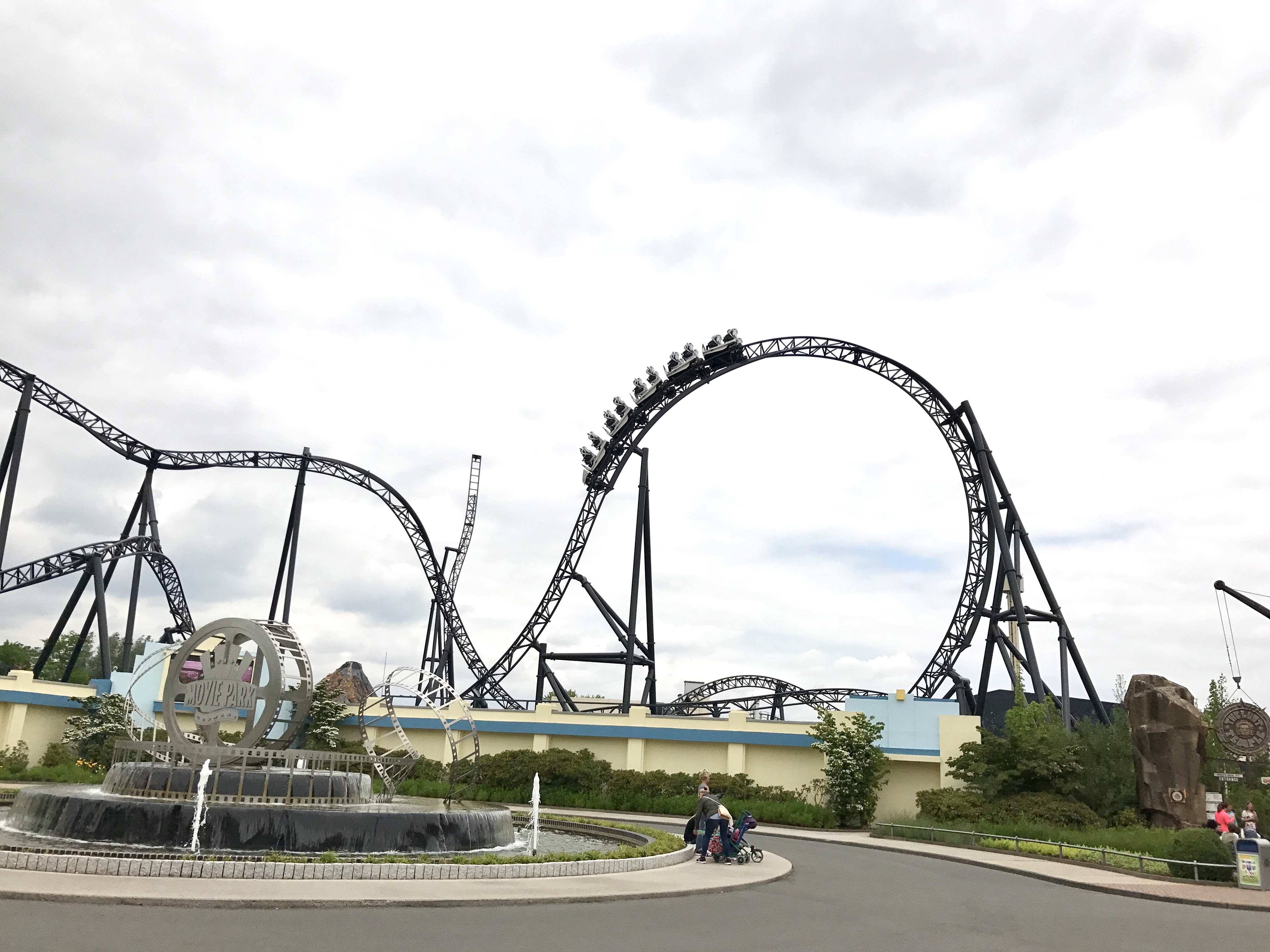
Star Trek: Operation Enterprise, Movie Park Germany

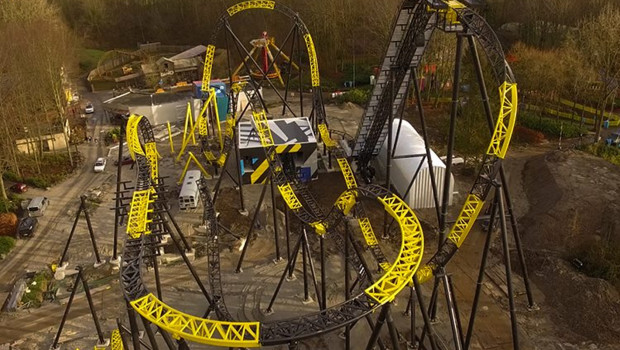
Lost Gravity, Walibi Holland

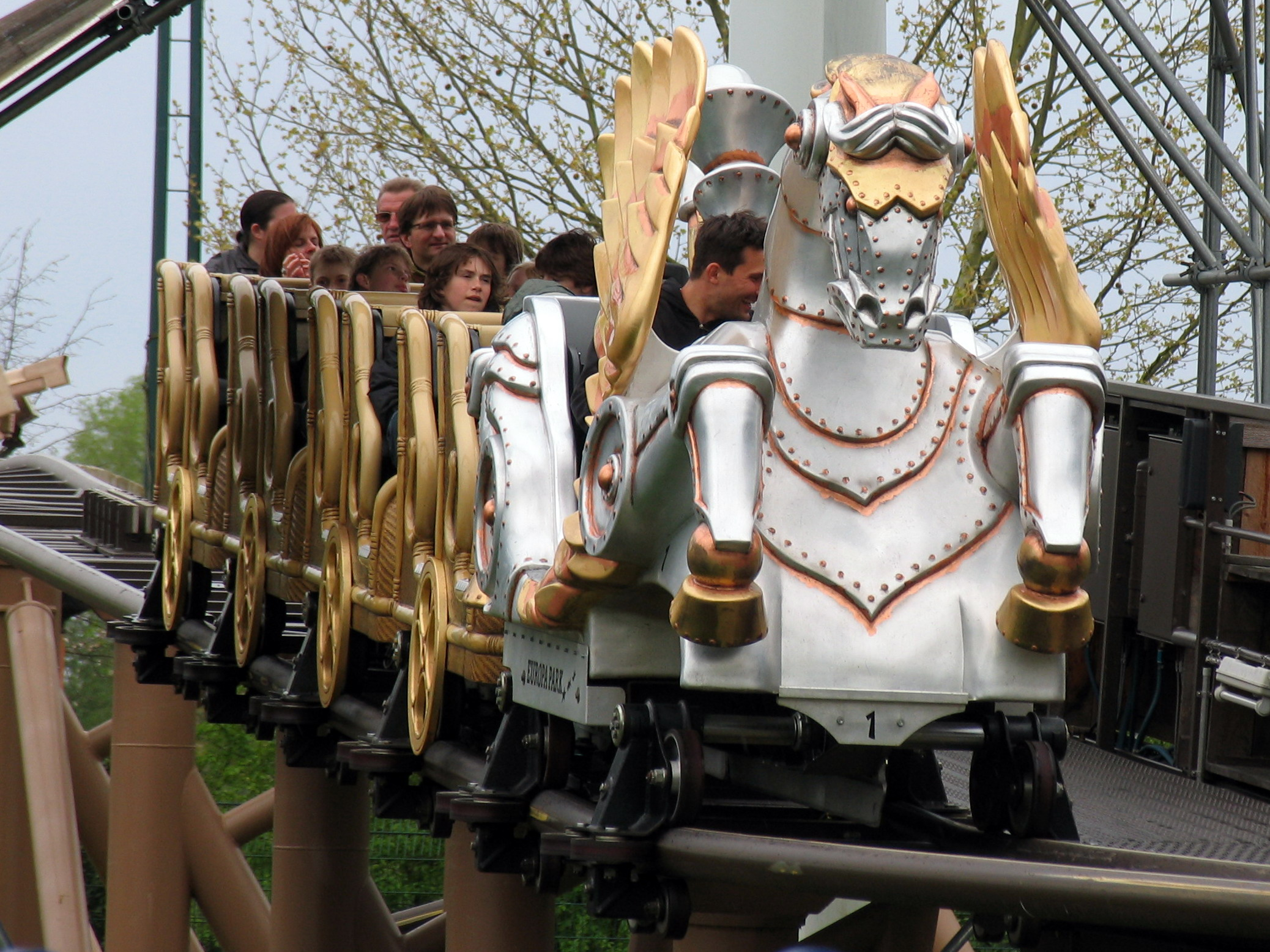
Pegasus, Europa-Park

Do 2025 roku włącznie firma Mack Rides zaprojektowała i wybudowała łącznie 176 kolejek górskich (202 razem z przeniesionymi).
| Nazwa                                     | Model                                | Park                         | Park                                           | Rok  | Status            |
| ----------------------------------------- | ------------------------------------ | ---------------------------- | ---------------------------------------------- | ---- | ----------------- |
| Souris Folle                              | Wilde Maus                           | Belgia                       | Expo '58                                       | 1958 | przeniesiona      |
| Meteor                                    | ?                                    | Stany Zjednoczone            | Sportland Pier                                 | 1960 | przeniesiona      |
| Broadway Trip                             | ?                                    | Stany Zjednoczone            | Fun Forest Amusement Park                      | 1962 | przeniesiona      |
| Meteor                                    | ?                                    | Stany Zjednoczone            | Freedom Land U.S.A.                            | 1963 | przeniesiona      |
| Broadway Trip                             | ?                                    | Stany Zjednoczone            | Cedar Point                                    | 1964 | przeniesiona      |
| Meteor                                    | ?                                    | Stany Zjednoczone            | Sportland Pier                                 | 1966 | usunięta          |
| Love Bugs                                 | ?                                    | Stany Zjednoczone            | Palisades Amusement Park                       | 1968 | przeniesiona      |
| Love Bugs                                 | ?                                    | Kanada                       | Canadian National Exhibition                   | 1972 | przeniesiona      |
| Apache Whirlwind                          | Powered Coaster / Blauer Enzian      | Stany Zjednoczone            | Frontier Village Amusement Park                | 1976 | usunięta          |
| Blauer Enzian                             | Powered Coaster / Blauer Enzian      | Szwecja                      | Gröna Lund                                     | 1980 | usunięta          |
| Tokaido                                   | Powered Coaster / Blauer Enzian      | Turcja                       | Ankara Luna Park                               | 1980 | działa            |
| Super Train Tokaido                       | Powered Coaster / Blauer Enzian      | Hiszpania                    | Tivoli World                                   | 1980 | nieczynna         |
| Thunder Run                               | Powered Coaster / Custom             | Kanada                       | Canada’s Wonderland                            | 1981 | działa            |
| Blauer Enzian                             | Powered Coaster / Blauer Enzian      | Japonia                      | Toshimaen                                      | 1982 | usunięta          |
| Rothaarblitz                              | Powered Coaster / Custom             | Niemcy                       | Panorama Park                                  | 1982 | przeniesiona      |
| Flying Fish                               | Powered Coaster / Blauer Enzian      | Wielka Brytania              | Thorpe Park                                    | 1983 | przeniesiona      |
| Alpenexpress Enzian                       | Powered Coaster / Custom             | Niemcy                       | Europa-Park                                    | 1984 | działa            |
| Schweizer Bobbahn                         | Bobsled Coaster / Custom             | Niemcy                       | Europa-Park                                    | 1985 | działa            |
| Grottenblitz                              | Powered Coaster / Custom             | Niemcy                       | Heide Park Resort                              | 1985 | działa            |
| Odinexpress                               | Powered Coaster / Custom             | Dania                        | Ogrody Tivoli                                  | 1985 | działa            |
| Little Eagle                              | Kinder-Achterbahn / Custom           | Stany Zjednoczone            | Myrtle Beach Pavillion                         | 1986 | przeniesiona      |
| Wizard’s Cavern                           | ?                                    | Stany Zjednoczone            | Casino Pier                                    | 1986 | usunięta          |
| Scorpion Express                          | Powered Coaster / Blauer Enzian      | Wielka Brytania              | Chessington World of Adventures                | 1987 | nieczynna         |
| Gruvbanan                                 | Powered Coaster / Custom             | Szwecja                      | Skara Sommarland                               | 1987 | działa            |
| Le Dragon des Sortilèges                  | Powered Coaster / Custom             | Francja                      | Mirapolis                                      | 1987 | przeniesiona      |
| Blauer Enzian                             | Powered Coaster / Blauer Enzian      | Niemcy                       | Movie Park Germany                             | 1987 | przeniesiona      |
| Avalanche                                 | Bobsled Coaster / Custom             | Stany Zjednoczone            | Kings Dominion                                 | 1988 | działa            |
| Electro                                   | Kinder-Achterbahn / Custom           | Francja                      | Méga Parc                                      | 1988 | działa            |
| Avalanche                                 | Bobsled Coaster / Custom             | Wielka Brytania              | Blackpool Pleasure Beach                       | 1988 | działa            |
| Blauer Enzian                             | Powered Coaster / Blauer Enzian      | Niemcy                       | Freizeit-Land Geiselwind                       | 1989 | działa            |
| Idän Pikajuna                             | Powered Coaster / Blauer Enzian      | Finlandia                    | Tykkimäki                                      | 1989 | działa            |
| Eurosat - CanCan Coaster                  | Eurosat / Custom                     | Niemcy                       | Europa-Park                                    | 1989 | działa            |
| Pikajuna                                  | Powered Coaster / Custom             | Finlandia                    | Linnanmäki                                     | 1990 | działa            |
| Munich Autobahn                           | Bobsled Coaster / Custom             | Japonia                      | Kobe Portopialand                              | 1991 | usunięta          |
| Rexplorer                                 | Powered Coaster / Blauer Enzian      | Włochy                       | Mirabilandia                                   | 1992 | działa            |
| Runaway Mine Train                        | Powered Coaster / Custom             | Wielka Brytania              | Alton Towers                                   | 1992 | działa            |
| Gold Mine Train                           | Powered Coaster / Custom             | Francja                      | Nigoland                                       | 1992 | działa            |
| Kansas City-Express                       | Powered Coaster / Blauer Enzian      | Niemcy                       | Fränkisches Wünderland                         | 1993 | nieczynna         |
| Bobbahn                                   | Bobsled Coaster / Custom             | Niemcy                       | Heide Park Resort                              | 1994 | działa            |
| Gran Monstserrat                          | Kinder-Achterbahn / Custom           | Japonia                      | Parque Espana-Shima                            | 1994 | działa            |
| Wild Maus                                 | Wilde Maus / Compact Mobile          | Stany Zjednoczone            | Busch Gardens Willamsburg                      | 1996 | przeniesiona      |
| Wild Mouse                                | Wilde Maus / Compact Mobile          | Japonia                      | Nagashima Spa Land                             | 1996 | działa            |
| Wild Mouse                                | Wilde Maus / Compact Mobile          | Japonia                      | Expoland                                       | 1996 | przeniesiona      |
| Wild Mouse                                | Wilde Maus / Compact Mobile          | Egipt                        | Magic Land                                     | 1996 | nieczynna         |
| Runaway Train                             | Bobsled Coaster / Custom             | Stany Zjednoczone            | Elitch Gardens                                 | 1996 | usunięta          |
| Wild Mouse                                | Wilde Maus / Compact Mobile          | Japonia                      | Nagashima Spa Land                             | 1996 | działa            |
| Euro Mir                                  | Spinning Coaster / Euro Mir          | Niemcy                       | Europa-Park                                    | 1997 | działa            |
| Dragen                                    | Powered Coaster / Custom             | Dania                        | Legoland Billund                               | 1997 | działa            |
| Blauer Enzian                             | Powered Coaster / Blauer Enzian      | Japonia                      | Toshimaen                                      | 1997 | działa            |
| Gletscherblitz                            | Powered Coaster / Custom             | Niemcy                       | Steinwasen Park                                | 1998 | działa            |
| Journey to Atlantis                       | Water Coaster / Custom               | Stany Zjednoczone            | SeaWorld Orlando                               | 1998 | działa            |
| Speedy Bob                                | Wilde Maus / Compact Mobile          | Belgia                       | Bobbejaanland                                  | 1998 | przeniesiona      |
| Speedy Bob                                | Wilde Maus / Compact Mobile          | Belgia                       | Bobbejaanland                                  | 1998 | działa            |
| Taunusblitz                               | Wilde Maus / Compact Mobile          | Niemcy                       | Taunus Wunderland                              | 1999 | działa            |
| Matterhorn Blitz                          | Wilde Maus / Custom                  | Niemcy                       | Europa-Park                                    | 1999 | działa            |
| Fly                                       | Wilde Maus / Large Park              | Kanada                       | Canada’s Wonderland                            | 1999 | działa            |
| Wild Mouse                                | Wilde Maus / Compact Mobile          | Stany Zjednoczone            | Hersheypark                                    | 1999 | działa            |
| Flying Dutchman Gold Mine                 | Wilde Maus / Compact Park            | Holandia                     | Walibi Holland                                 | 2000 | przeniesiona      |
| Ghost Chasers                             | Wilde Maus / Compact Park            | Niemcy                       | Movie Park Germany                             | 2000 | działa            |
| Spatiale Expérience                       | Eurosat / Custom                     | Francja                      | Nigoland                                       | 2000 | działa            |
| Poseidon                                  | Water Coaster / Custom               | Niemcy                       | Europa-Park                                    | 2000 | działa            |
| Bob Express                               | Powered Coaster / Custom             | Belgia                       | Bobbejaanland                                  | 2000 | działa            |
| Goofy’s Sky School                        | Wilde Maus / Custom                  | Stany Zjednoczone            | Disney California Adventure Park               | 2001 | działa            |
| Trace Du Hourra                           | Bobsled Coaster / Custom             | Francja                      | Parc Astérix                                   | 2001 | działa            |
| Technic Coaster                           | Wilde Maus / Large Park              | Stany Zjednoczone            | Legoland California                            | 2001 | działa            |
| Das Große Lego Rennen                     | Wilde Maus / Large Park              | Niemcy                       | Legoland Deutschland                           | 2002 | działa            |
| Spreeblitz                                | Powered Coaster / Custom             | Niemcy                       | Spreepark                                      | 2007 | nieczynna         |
| Ricochet                                  | Wilde Maus / Compact Park            | Stany Zjednoczone            | Carowinds                                      | 2002 | działa            |
| Apple Zapple                              | Wilde Maus / Large Park              | Stany Zjednoczone            | Kings Dominion                                 | 2002 | działa            |
| X-Treme Racers                            | Wilde Maus / Large Park              | Dania                        | Legoland Billund                               | 2002 | działa            |
| Scooby-Doo Spooky Coaster Next Generation | Wilde Maus / Custom                  | Australia                    | Warner Bros. Movie World                       | 2002 | nieczynna         |
| SuperSplash                               | SuperSplash / Custom                 | Norwegia                     | TusenFryd                                      | 2003 | działa            |
| Zig Zag                                   | Wilde Maus / Compact Mobile          | Francja                      | Walygator Parc                                 | 2003 | przeniesiona      |
| Galaxie Express                           | Powered Coaster / Custom             | Niemcy                       | Space Center                                   | 2003 | usunięta          |
| Sand Serpent                              | Wilde Maus / Compact Mobile          | Stany Zjednoczone            | Busch Gardens Tampa                            | 2004 | działa            |
| Jungle Coaser                             | Wilde Maus / Large Park              | Wielka Brytania              | Legoland Windsor                               | 2004 | przeniesiona      |
| Draak                                     | Powered Coaster / Custom             | Belgia                       | Plopsaland de Panne                            | 2004 | działa            |
| Tulireki                                  | E-Motion Coaster / Custom            | Finlandia                    | Linnanmäki                                     | 2004 | działa            |
| Journey to Atlantis                       | Water Coaster / Custom               | Stany Zjednoczone            | SeaWorld San Diego                             | 2004 | działa            |
| Wilde Maus                                | Wilde Maus / Compact Mobile          | Holandia                     | Toverland                                      | 2004 | przeniesiona      |
| Atlantica SuperSplash                     | SuperSplash / Atlantica              | Niemcy                       | Europa-Park                                    | 2005 | działa            |
| Dynamite Express                          | Powered Coaster / Custom             | Holandia                     | Drievliet Family Park                          | 2005 | działa            |
| Reaper, Drop ride to doom!                | E-Motion Coaster / Custom            | Holandia                     | Amsterdam Dungeon                              | 2005 | usunięta          |
| Montanha Russa                            | Water Coaster / Custom               | Portugalia                   | Aquashow Family Park                           | 2006 | działa            |
| Pegasus                                   | Youngstar Coaster / Custom           | Niemcy                       | Europa-Park                                    | 2006 | działa            |
| Expreso Minero                            | Powered Coaster / Custom             | Meksyk                       | Parque Plaza Sesamo                            | 2006 | działa            |
| Flying Fish                               | Powered Coaster / Blauer Enzian      | Wielka Brytania              | Thorpe Park                                    | 2007 | działa            |
| Schiltt'Express                           | Wilde Maus / Compact Mobile 2        | Francja                      | Nigoland                                       | 2007 | działa            |
| Journey to Atlantis                       | SuperSplash / Custom                 | Stany Zjednoczone            | SeaWorld San Antonio                           | 2007 | działa            |
| Sierra Sidewinder                         | Spinning Coaster / Sierra Sidewinder | Stany Zjednoczone            | Knott’s Berry Farm                             | 2007 | działa            |
| Little Eagle                              | Kinder-Achterbahn / Custom           | Stany Zjednoczone            | Broadway Grand Prix                            | 2007 | usunięta          |
| Caribbean Splash                          | SuperSplash / Atlantica              |                              | Formosan Aboriginal Culture Vilalge            | 2008 | działa            |
| Götterblitz                               | Youngstar Coaster / Götterblitz      | Austria                      | Familypark                                     | 2008 | działa            |
| Dark Knight                               | Wilde Maus / Compact Mobile 2        | Stany Zjednoczone            | Six Flags Great Adventure                      | 2008 | działa            |
| Dark Knight                               | Wilde Maus / Compact Mobile 2        | Stany Zjednoczone            | Six Flags Great America                        | 2008 | działa            |
| Dark Knight                               | Wilde Maus / Compact Mobile 2        | Stany Zjednoczone            | Six Flags New England                          | 2008 | usunięta          |
| Eurospeed                                 | Powered Coaster / Custom             | Francja                      | Europark                                       | 2009 | działa            |
| ?                                         | Wilde Maus / Compact Mobile          | Francja                      | Walygator Grand Est                            | 2009 | usunięta          |
| Dark Knight                               | Wilde Maus / Compact Mobile 2        | Meksyk                       | Six Flags Mexico                               | 2009 | działa            |
| Blue Fire                                 | Launch Coaster / Blue Fire           | Niemcy                       | Europa-Park                                    | 2009 | działa            |
| Vértigo                                   | Wilde Maus / Compact Mobile          | Hiszpania                    | Parque de Attractiones de Madrid               | 2009 | działa            |
| Correcaminos Bip, Bip                     | Youngstar Coaster / Götterblitz      | Hiszpania                    | Parque Warner Madrid                           | 2009 | działa            |
| Alpen Express                             | Powered Coaster / Blauer Enzian      | Wietnam                      | Hòn Dáu Resort                                 | 2010 | działa            |
| Young Star Coaster                        | Youngstar Coaster / Custom           |                              | Chimelong Paradise                             | 2010 | działa            |
| Evangelion XR: 1.01                       | Spinning Coaster / Custom            | Japonia                      | Universal Studios Japan                        | 2010 | działa            |
| Wilde Maus                                | Wilde Maus / Compact Mobile          | Dania                        | Sommerland Syd                                 | 2010 | przeniesiona      |
| Twist                                     | Spinning Coaster / Twist             | Francja                      | Le Pal                                         | 2011 | działa            |
| Wilde Maus                                | Wilde Maus / Compact Mobile          | Niemcy                       | Freizeit-Land Geiselwind                       | 2011 | usunięta          |
| Skatteøen                                 | Water Coaster / Skatteøen            | Dania                        | Djurs Sommerland                               | 2011 | działa            |
| Tiger Express                             | Wilde Maus / Compact Park            | Francja                      | Mer de Sable                                   | 2011 | działa            |
| Great Lego Race                           | Wilde Maus / Large Park              | Stany Zjednoczone            | Legoland Florida                               | 2011 | działa            |
| Vilde Mus                                 | Wilde Maus / Compact Mobile 2        | Dania                        | Bakken                                         | 2012 | działa            |
| Manta                                     | Launch Coaster / Custom              | Stany Zjednoczone            | SeaWorld San Diego                             | 2012 | działa            |
| Arctic Blast                              | Powered Coaster / Custom             |                              | Ocean Park                                     | 2012 | działa            |
| Great Lego Race                           | Wilde Maus / Large Park              | Malezja                      | Legoland Malaysia                              | 2012 | działa            |
| Dwervelwind                               | Spinning Coaster / Twist             | Holandia                     | Toverland                                      | 2012 | działa            |
| Storm                                     | Mega Coaster / Custom                | Włochy                       | Etnaland                                       | 2013 | działa            |
| Coast Rider                               | Wilde Maus / Large Park              | Stany Zjednoczone            | Knott’s Berry Farm                             | 2013 | działa            |
| Storm Coaster                             | Water Coaster / Skatteøen            | Australia                    | Sea World                                      | 2013 | działa            |
| Dragon                                    | Launch Coaster / Blue Fire           | Rosja                        | Сочи Парк                                      | 2014 | działa            |
| Sharolet                                  | Wilde Maus / Large Park              | Rosja                        | Сочи Парк                                      | 2014 | działa            |
| Wild Mouse                                | Wilde Maus / Compact Mobile          | Francja                      | Antibes Land                                   | 2014 | działa            |
| Walrus Splash                             | SuperSplash / Atlantica              |                              | Chimelong Ocean Kingdom                        | 2014 | działa            |
| Polar Explorer                            | Water Coaster / Custom               |                              | Chimelong Ocean Kingdom                        | 2014 | działa            |
| Alpina Blitz                              | Mega Coaster / Custom                | Francja                      | Nigoland                                       | 2014 | działa            |
| Helix                                     | Launch Coaster / Custom              | Szwecja                      | Liseberg                                       | 2014 | działa            |
| Battle of Blue Fire                       | Launch Coaster / Blue Fire           |                              | Quangcheng Euro Park                           | 2014 | działa            |
| Arthur                                    | Inverted Powered Coaster / Custom    | Niemcy                       | Europa-Park                                    | 2014 | działa            |
| Великолукский Мясокомбинат                | Launch Coaster / Blue Fire           | Rosja                        | Диво Остров                                    | 2015 | działa            |
| Turbulence                                | Spinning Coaster / Turbulence        | Stany Zjednoczone            | Adventureland                                  | 2015 | działa            |
| Miniwah                                   | Powered Coaster / Custom             | Niemcy                       | Freizeitpark Plohn                             | 2015 | działa            |
| Flash                                     | Hypercoaster / Flash                 |                              | Lewa Adventure                                 | 2016 | działa            |
| Lost Gravity                              | BigDipper / Custom                   | Holandia                     | Walibi Holland                                 | 2016 | działa            |
| Flight of the Hippogriff                  | Youngstar Coaster / Custom           | Stany Zjednoczone            | Universal Studios Hollywood                    | 2016 | działa            |
| Dragon Express                            | Spinning Coaster / ?                 |                              | Oriental Neverland                             | 2016 | działa            |
| Pulsar                                    | PowerSplash / Custom                 | Belgia                       | Walibi Belgium                                 | 2016 | działa            |
| Cobra's Curse                             | Spinning Coaster / ?                 | Stany Zjednoczone            | Busch Gardens Tampa                            | 2016 | działa            |
| Ba-a-a Express                            | Family Coaster / 67 m                | Niemcy                       | Europa-Park                                    | 2016 | działa            |
| Spider-Man Doc Ock's Revenge              | Spinning Coaster / Sierra Sidewinder | Zjednoczone Emiraty Arabskie | IMG Worlds of Adventure                        | 2016 | działa            |
| Velociraptor                              | Launch Coaster / Blue Fire           | Zjednoczone Emiraty Arabskie | IMG Worlds of Adventure                        | 2016 | działa            |
| Dragon Gliders                            | Inverted Powered Coaster / Custom    | Zjednoczone Emiraty Arabskie | Motiongate                                     | 2017 | działa            |
| Capitol Bullet Train                      | Launch Coaster / Custom              | Zjednoczone Emiraty Arabskie | Motiongate                                     | 2017 | działa            |
| Star Trek: Operation Enterprise           | Launch Coaster / Custom              | Niemcy                       | Movie Park Germany                             | 2017 | działa            |
| Tokaido Express                           | Powered Coaster / Blauer Enzian      | Francja                      | Lunapark Fréjus                                | 2017 | działa            |
| DC Rivals HyperCoaster                    | Hypercoaster / Custom                | Australia                    | Warner Bros. Movie World                       | 2017 | działa            |
| Dancing Oscar                             | Spinning Coaster / Turbulence        | Korea Południowa             | Shinhwa Theme Park                             | 2017 | działa            |
| Hyper Coaster                             | Hypercoaster / Flash                 | Turcja                       | Land of Legends Theme Park                     | 2018 | działa            |
| Kraken's Revenge                          | Water Coaster / Skatteøen            | Malezja                      | Desaru Coast Adventure Waterpark               | 2018 | działa            |
| Time Traveler                             | Xtreme Spinning Coaster / Custom     | Stany Zjednoczone            | Silver Dollar City                             | 2018 | działa            |
| Icon                                      | Launch Coaster / Custom              | Wielka Brytania              | Blackpool Pleasure Beach                       | 2018 | działa            |
| Slinky Dog Dash                           | Launch Coaster / Custom              | Stany Zjednoczone            | Walt Disney World Resort                       | 2018 | działa            |
| Launch Coaster                            | Launch Coaster / Blue Fire           |                              | Colorful Yunnan Paradise                       | 2018 | działa            |
| Tiger Leaping Gorge                       | SuperSplash / Atlantica              |                              | Colorful Yunnan Paradise                       | 2018 | działa            |
| Gods of Egypt - Battle for Eternity       | Powered Coaster                      |                              | Lionsgate Entertainment World                  | 2019 | działa            |
| Steam Racers                              | Launch Coaster / Blue Fire           |                              | Wuxi Sunac Land                                | 2019 | działa            |
| Power Splash                              | PowerSplash / 217 m                  |                              | Happy Valley Nanshan                           | 2019 | działa            |
| Mælkevejen                                | Powered Coaster                      | Dania                        | Ogrody Tivoli                                  | 2019 | działa            |
| Dynamite                                  | BigDipper / Custom                   | Niemcy                       | Freizeitpark Plohn                             | 2019 | działa            |
| Copperhead Strike                         | Launch Coaster / Custom              | Stany Zjednoczone            | Carowinds                                      | 2019 | działa            |
| Max + Moritz                              | Powered Coaster / Custom             | Holandia                     | Efteling                                       | 2020 | działa            |
| Steel Taipan                              | Launch Coaster / Custom              | Australia                    | Dreamworld                                     | 2021 | działa            |
| Storm Chaser                              | Spinning Coaster / Sierra Sidewinder | Wielka Brytania              | Paultons Park                                  | 2021 | działa            |
| The Ride to Happiness                     | Xtreme Spinning Coaster / Custom     | Belgia                       | Plopsaland de Panne                            | 2021 | działa            |
| Krampus Expédition                        | Water Coaster                        | Francja                      | Nigloland                                      | 2021 | działa            |
| ?                                         | Water Coaster                        | Hiszpania                    | Real Madrid World                              | 2021 | budowa wstrzymana |
| ?                                         | Hypercoaster / Custom                | Hiszpania                    | Real Madrid World                              | 2021 | budowa wstrzymana |
| Jurassic Flyers                           | Inverted Powered Coaster             |                              | Universal Studios Bejing                       | 2021 | działa            |
| Flight of the Hippogriff                  | Youngstar Coaster / Custom           |                              | Universal Studios Bejing                       | 2021 | działa            |
| Twin Spin                                 | Spinning Coaster / Custom            | Filipiny                     | Enchanted Kingdom                              | 2021 | działa            |
| Rockin’ Blu                               | Spinning Coaster / Turbulence        | Kazachstan                   | Tetysblu Theme Park                            | 2021 | działa            |
| Blu Power                                 | PowerSplash / 217 m                  | Kazachstan                   | Tetysblu Theme Park                            | 2021 | działa            |
| Giant Splash                              | PowerSplash / 217 m                  | Korea Południowa             | Lotte World Adventure Busan - Magic Forest     | 2022 | działa            |
| Giant Digger                              | Launch Coaster / Blue Fire           | Korea Południowa             | Lotte World Adventure Busan - Magic Forest     | 2022 | działa            |
| Beyond the Cloud                          | Launch Coaster / Custom              |                              | Suzhou Amusement Land Forest World             | 2022 | działa            |
| Blue Fire                                 | Launch Coaster / Blue Fire           |                              | Xuzhou Paradise                                | 2022 | działa            |
| T-Rex Family Coaster                      | Powered Coaster                      | Dania                        | Djurs Sommerland                               | 2022 | działa            |
| Carrara                                   | Powered Coaster                      | Polska                       | Mandoria                                       | 2022 | działa            |
| Aquaman: Power Wave                       | PowerSplash / 217 m                  | Stany Zjednoczone            | Six Flags Over Texas                           | 2023 | działa            |
| ?                                         | PowerSplash / ?                      |                              | Sunac Cultural Tourism City                    | 2024 | w budowie?        |
| ?                                         | Hypercoaster / ?                     |                              | Sunac Cultural Tourism City                    | 2024 | w budowie?        |
| ?                                         | ?                                    |                              | Chimelong Qingyuan International Forest Resort | 2024 | w budowie?        |
| ?                                         | BigDipper / Custom                   | Wietnam                      | Sun World Bà Nà Hills                          | 2024 | w budowie?        |
| Fjord Explorer                            | Water Coaster / Custom               | Francja                      | Le Pal                                         | 2024 | działa            |
| Hyperia                                   | Hypercoaster / Custom                | Wielka Brytania              | Thorpe Park                                    | 2024 | działa            |
| Gobbi Express                             | Powered Coaster / Custom             | Niemcy                       | Taunus Wunderland                              | 2024 | działa            |
| Alpenexpress Enzian                       | Powered Coaster / Custom             | Niemcy                       | Europa-Park                                    | 2024 | działa            |
| Voltron                                   | Stryker / Custom                     | Niemcy                       | Europa-Park                                    | 2024 | działa            |
| Helios                                    | Stryker / Custom                     | Austria                      | Fantasiana                                     | 2025 | działa            |
| Wiener Looping                            | BigDipper / Custom                   | Austria                      | Wiener Prater                                  | 2025 | w budowie         |
| Delia's Adventure                         | Inverted Powered Coaster / Custom    | Meksyk                       | BON Luxury Theme Park                          | 2025 | w budowie         |
| Curse of the Werewolf                     | ?                                    | Stany Zjednoczone            | Universal Studios Epic Universe                | 2025 | w budowie         |
| Stardust Racers                           | ?                                    | Stany Zjednoczone            | Universal Studios Epic Universe                | 2025 | w budowie         |
| Furacão                                   | ?                                    | Portugalia                   | Aquashow Family Park                           | 2025 | w budowie         |
| ?                                         | Water Coaster                        |                              | Happy Valley Chang’an                          | 2025 | w budowie         |
| Masters of Spinjitzu                      | Spinning Coaster / Turbulence        | Korea Południowa             | Legoland Korea                                 | 2025 | działa            |
| Saw Mill Falls                            | Water Coaster / Custom               | Arabia Saudyjska             | Six Flags Qiddiya                              | 2025 | w budowie         |
| ?                                         | Water Coaster / Custom               | Niemcy                       | Freizeitpark Plohn                             | 2026 | w budowie         |
| Jurassic World: Cretaceous Coaster        | Youngstar Coaster / Custom           | Stany Zjednoczone            | Universal Kids Resort                          | 2026 | w budowie         |
| ?                                         | Spinning Coaster / Ninjago           | Japonia                      | Legoland Japan                                 | 2027 | w planach         |
| ?                                         | ?                                    | Francja                      | Nigloland                                      | 2027 | w planach         |
| ?                                         | Xtreme Spinning Coaster / ?          | Niemcy                       | Plopsaland Deutschland                         | 2028 | w planach         |

## W Polsce
W roku 2025 w Polsce znajdowała się 1 czynna kolejka górska firmy Mack Rides:
| l.p. | Nazwa   | Park rozrywki | Model           | Rok otwarcia |
| ---- | ------- | ------------- | --------------- | ------------ |
| 1    | Carrara | Mandoria      | Powered Coaster | 2022         |